# Johann von Herring
Johann Paulus Herring, ab 1815 Ritter von Herring (* 14. Februar 1758 in Tennenlohe, Brandenburg-Ansbach; † 15. Jänner 1836 in Brünn, Mähren) war ein österreichischer Industrieller und k.k. privilegierter Großhändler, Bankier und Verleger.

## Leben
Herring war der Sohn des Tennenloher Bauern, Melbers und Gastwirts Georg Paulus Hering (1720–1769) und dessen Frau Katharina, geborene Hörauf (1724–1771). Er verlor früh seine Eltern und wuchs danach in der Familie des Tennenloher Lehrers auf. Nach Beendigung der Schulzeit erhielt er eine kaufmännische Ausbildung beim Handlungshaus Mayer und Sohn in Nürnberg. Anschließend trat Herring in die Handlung von Georg Wollrab ein, der wie andere Nürnberger Kaufleute gute Handelsbeziehungen zu den bedeutsamen Märkten in Brünn und Nikolsburg pflegte. 1777 reiste Herring im Auftrag Wollrabs erstmals nach Brünn.
Nachdem Kaiser Joseph II. wenig später den Freihandel mit Kolonialwaren verbot, blieben die Nürnberger Kaufleute den Märkten in den k.k. Staaten fern; einige errichteten stattdessen dort eigene Geschäfte. Georg Wollrab gründete in Brünn eine Großhandlung, die von Herring geführt wurde. Auf Grund des in den Jahren 1789–1791 erfolgten umsichtigen Einkaufs von Staatspapieren auf Rechnung der Regierung erhielt Herring 1791 das Privileg zur Errichtung einer eigenen Großhandlung und schied aus Wollrabs Diensten aus. 1793 erhielt er eine 15-jährige Konzession für eine Leihbank und schloss sich zu diesem Zweck mit zwei anderen Kaufleuten zusammen, bis dahin wurden die Pfand- und Leihbankgeschäfte in Brünn seit 1751 durch Juden ausgeübt; damit verbunden war auch die Herausgabe der Brünner Zeitung und der Intelligenzblätter.
Daneben war Herring als privilegierter Großhändler für Textilfarbstoffe tätig. 1793 pachtete er gemeinsam mit dem Vorsteher der Färberei von Wilhelm Mundy, Jacob Friedrich Schöll, von der Witwe von Johann Christian Gloxin dessen drei Jahre zuvor auf der Kröna bei Brünn gegründete Schönfärberei. Zusammen mit seinem Compagnon Enzmann gründete Herring 1794 in Krzizanau eine Tuchfabrik. 1796 gründete er zusammen mit Hugo Franz Altgraf zu Salm-Reifferscheidt, dem Apotheker Vincenz Bethke sowie den Feintuch-Fabrikanten Hopf und Bräunlich den Verein zur Anlage einer Wollen-Maschinen-Spinnerei nach englischer Art. Hugo Altgraf zu Salm und Bethke reisten zu diesem Zweck als Industriespione nach England und holten außer Zeichnungen und Teilen einer Tondeuse auch drei englische Werkführer nach Brünn. Die auf der Kröna errichtete Fabrik war die erste Wollspinnerei in Österreich. Die Leistung der Spinnmaschinen englischer Bauart war jedoch nicht zufriedenstellend, so dass die Spinnerei nur einige Jahre bestand und an ihrer Stelle eine Fabrik für englisches Leder entstand.
1802 übernahm Herring das darnieder liegende Rossitzer Steinkohlenwerk zur Versorgung seiner Fabriken mit Brennstoffen und führte es bis 1814 zu neuer Blüte.
Während der Napoleonischen Kriege wurde Herring 1805 durch die Regierung zum Ankauf aller Materialien der k. k. Güter ermächtigt, um sie vor den Franzosen zu bewahren. Als diese 1809 den Verkauf sämtlicher Schäfereien, Woll- und Getreidevorräte auf den k. k. Familienherrschaften anordneten, wies sich Herring als deren Eigentümer aus und leistete die ausgeschriebenen Kontributionen. Dabei ließ er sich auch nicht durch Arrest und Androhung der Erschießung einschüchtern. 1810 wurde Herring für seine Verdienste mit dem Leopold-Orden geehrt.
Das Brünner Leihbankprivileg und Zeitungsamt trat Herring 1811 an die mährischen Stände ab. Am 3. August 1815 wurde Johann Herring in den erbländisch-österreichischen Ritterstand erhoben. Im Jahre 1816 wurde Herring beisitzendes Mitglied der k. k. Mährisch-schlesischen Gesellschaft zur Beförderung des Ackerbaues, der Natur- und Landeskunde. 1824 ersteigerte er das Gut Habrowan.
Herring machte sich nicht nur große Verdienste bei der Emporbringung der Industrie und des Handels in Brünn. Der k. k. Mährisch-schlesischen Ackerbaugesellschaft stiftete er ein mit physikalischen Maschinen und Apparaten reich ausgestattetes Cabinet, das später eines Hauptanziehungspunkte des 1818 gegründeten Brünner Franzensmuseums wurde.
Er wirkte auch als erster Vorsteher der Evangelischen Gemeinde A. B. in Brünn; der Kirche und Schule gewährte er eine jährliche Unterstützung von über 1500 Gulden.
Herring war seit dem 4. Oktober 1795 mit der Witwe Franziska Müller, geborene Unger, verheiratet. Da er keine Nachkommen hatte, adoptierte er seinen Neffen Ernst Johann und seine Nichte Franzisca. Johann Ritter von Herring verstarb am 15. Jänner 1836. Am 10. März 1836 wurde die Adoption ohne Übertragung des Ritterstandes vollzogen.

## Wappen
Das 1815 verliehene Wappen zeigt einen in Silber, Rot und Blau, halb in die Länge und quergeteilten Schild. Im oberen silbernen Felde befindet sich ein einwärts gekehrter, pfahlweise gestellter Hering, im linken oberen roten Felde ein silberner Anker mit Querholz in aufrechter Stellung. In der unteren blauen Schildeshälfte schreitet auf einem am Fußrande sich verbreitenden grünen Grund ein Widder. Auf dem Schild stehen zwei zueinander gekehrte gekrönte Turnierhelme. Aus der Krone des rechten steigt der Widder der unteren Schildeshälfte hervor, aus der des linken ragen zwei rote mit den Mundlöchern nach außen gekehrte Büffelhörner hervor, zwischen denen sich ein dem im oberen roten Felde ähnelnder Anker befindet. Die Helmdecken sind rechts Silber und Blau, links Silber und Rot.
Sein 1850 als Ritter von Herring-Frankensdorf in den erbländischen Ritterstand erhobener Adoptivsohn führte dasselbe Wappen.